# 2239 Paracelsus
2239 Paracelsus (1978 RC) là một tiểu hành tinh vành đai chính được phát hiện ngày 13 tháng 9 năm 1978 bởi P. Wild ở Zimmerwald.